# Pagliara (famiglia)
La famiglia Pagliara (anticamente Palladoro o Palearia, talvolta preceduti dalle preposizioni da, della, de o di) è stata una famiglia nobile italiana.

## Storia

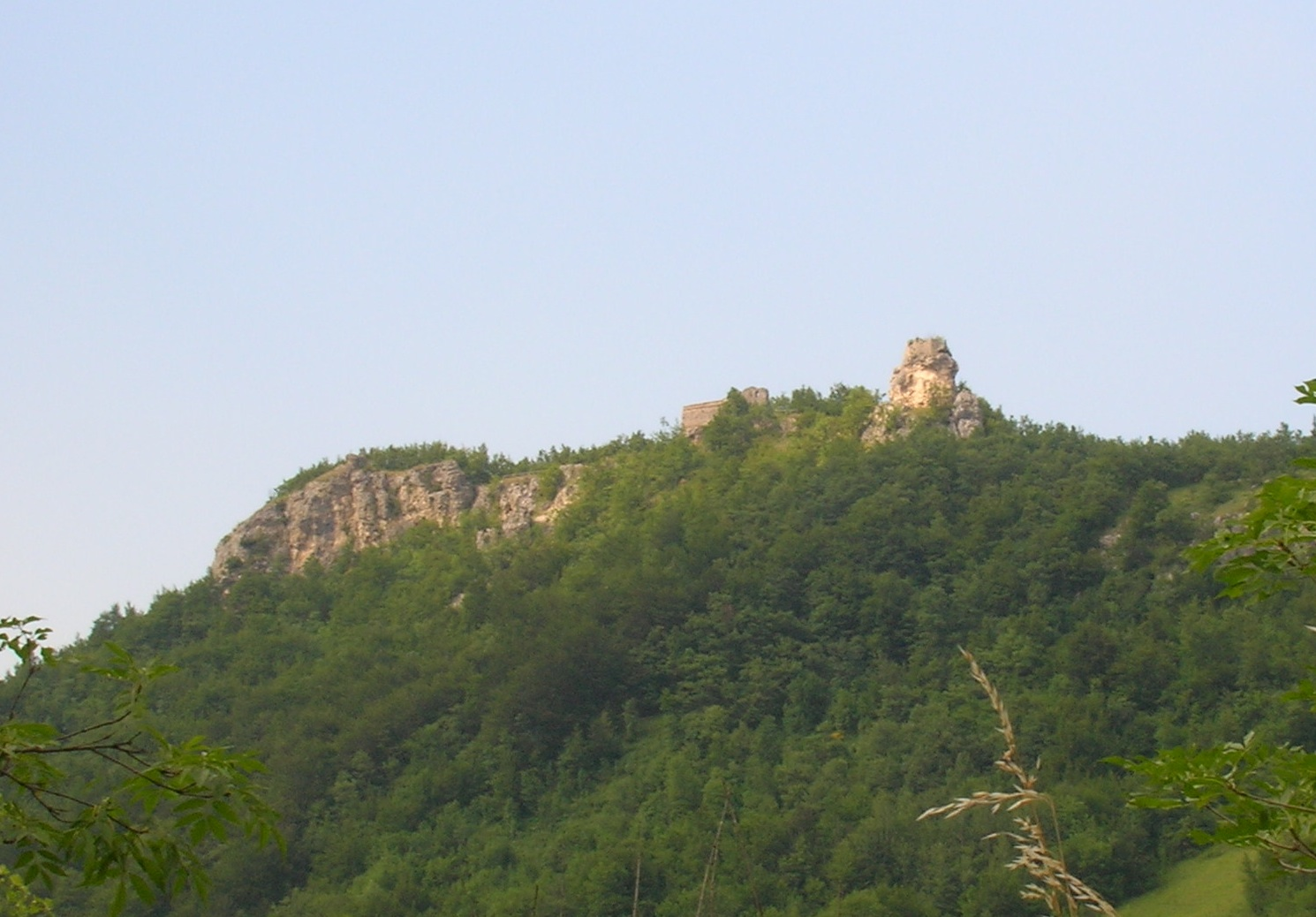
Veduta dei resti del castello di Pagliara, principale dimora della famiglia, ubicato nei pressi di Isola del Gran Sasso d'Italia

Famiglia originatasi dai Conti dei Marsi, quantunque non manchino autori che senza alcun fondamento la considerano di origine normanna, e per la precisione, discendente dal ramo dei conti di Lesina della famiglia Gentile, ramo estinto. Trasse il nome dal feudo di Pagliara, anticamente denominato Palladoro o Palearia, parte del comune di Isola del Gran Sasso d'Italia, posseduto dalla famiglia sin dall'epoca della sua fondazione, avvenuta nell'XI secolo con Benedetto Berardi. Nel corso dei secoli ha posseduto un totale di almeno 7 feudi. Ha inoltre goduto di nobiltà a Salerno nel Seggio di Portaretese. Si estinse intorno al 1645 con gli ultimi discendenti Matteo e Claudia Pagliara, il primo dei quali fu chierico regolare teatino con il nome di Policarpo, mentre la seconda andò in sposa a Giovan Tommaso Cioffi. Portava uno stemma d'azzurro a tre losanghe d'oro vuote, poste in banda, alla bordura dentata d'oro, nelle cui losanghe aggiunse poi per concessione dei sovrani francesi un giglio d'oro.

## Albero genealogico
Di seguito è riportato l'albero genealogico della famiglia Pagliara dal fondatore Benedetto, vissuto nell'XI secolo, fino alla seconda metà del XIII secolo, per la maggior parte ricostruito secondo quanto riportato dallo storico Niccola Palma:
|           |           |         |         |         |           |           |           |           |           |           |           |          |         |         |        |        |          |          |         |         |
|           |           |         |         |         |           |           |           |           |           |           | Benedetto |          |         |         |        |        |          |          |         |         |
|           |           |         |         |         |           |           |           |           |           |           |           |          |         |         |        |        |          |          |         |         |
|           |           |         |         |         |           |           |           |           |           |           |           |          |         |         |        |        |          |          |         |         |
|           |           |         |         |         |           | ?         | ?         |           | ?         | ?         |           |          |         |         | ?      | ?      | Oderisio | Oderisio |         |         |
|           |           |         |         |         |           |           |           |           |           |           |           |          |         |         |        |        |          |          |         |         |
|           |           |         |         |         |           |           |           |           |           |           |           |          |         |         |        |        |          |          |         |         |
|           |           |         |         |         |           | ?         | ?         |           | Gionata   | Gionata   | Rainaldo  | Rainaldo | Berardo | Berardo | Nicola | Nicola | Egidio   | Egidio   | Colomba | Colomba |
|           |           |         |         |         |           |           |           |           |           |           |           |          |         |         |        |        |          |          |         |         |
|           |           |         |         |         |           |           |           |           |           |           |           |          |         |         |        |        |          |          |         |         |
|           |           |         |         |         |           | ?         | ?         |           | Gualtiero | Gualtiero |           |          |         |         |        |        |          |          |         |         |
|           |           |         |         |         |           |           |           |           |           |           |           |          |         |         |        |        |          |          |         |         |
|           |           |         |         |         |           |           |           |           |           |           |           |          |         |         |        |        |          |          |         |         |
|           |           |         |         |         |           | ?         | ?         | Oderisio  | Oderisio  | Galgano   | Galgano   |          |         |         |        |        |          |          |         |         |
|           |           |         |         |         |           |           |           |           |           |           |           |          |         |         |        |        |          |          |         |         |
|           |           |         |         |         |           |           |           |           |           |           |           |          |         |         |        |        |          |          |         |         |
|           |           |         |         |         | ?         | ?         | Gualtiero | Gualtiero |           |           |           |          |         |         |        |        |          |          |         |         |
|           |           |         |         |         |           |           |           |           |           |           |           |          |         |         |        |        |          |          |         |         |
|           |           |         |         |         |           |           |           |           |           |           |           |          |         |         |        |        |          |          |         |         |
|           |           |         | ?       | ?       | Oderisio  | Oderisio  |           | Gentile   | Gentile   |           |           |          |         |         |        |        |          |          |         |         |
|           |           |         |         |         |           |           |           |           |           |           |           |          |         |         |        |        |          |          |         |         |
|           |           |         |         |         |           |           |           |           |           |           |           |          |         |         |        |        |          |          |         |         |
| Gualtiero | Gualtiero | Manerio | Manerio | Gentile | Gentile   | ?         | ?         | ?         | ?         |           |           |          |         |         |        |        |          |          |         |         |
|           |           |         |         |         |           |           |           |           |           |           |           |          |         |         |        |        |          |          |         |         |
|           |           |         |         |         |           |           |           |           |           |           |           |          |         |         |        |        |          |          |         |         |
| Tommasa   | Tommasa   |         |         |         |           |           | ?         | ?         | Gualtiero | Gualtiero |           |          |         |         |        |        |          |          |         |         |
|           |           |         |         |         |           |           |           |           |           |           |           |          |         |         |        |        |          |          |         |         |
|           |           |         |         |         |           |           |           |           |           |           |           |          |         |         |        |        |          |          |         |         |
|           |           |         |         |         | Gualtiero | Gualtiero | Berardo   | Berardo   | Gemma     | Gemma     |           |          |         |         |        |        |          |          |         |         |
|           |           |         |         |         |           |           |           |           |           |           |           |          |         |         |        |        |          |          |         |         |
|           |           |         |         |         |           |           |           |           |           |           |           |          |         |         |        |        |          |          |         |         |
|           |           |         |         |         | Tommasa   | Tommasa   | Federico  | Federico  |           |           |           |          |         |         |        |        |          |          |         |         |

## Famiglia Collepietro
La famiglia Pagliara era conosciuta anche come famiglia Collepietro (anticamente Collepetrano, talvolta preceduta dalla preposizione di) nelle sue diramazioni iniziali per il possesso che avevano i membri che le costituivano del feudo di Collepietro. Le famiglie Pagliara e Collepietro costituiscono quindi la stessa casata, usano entrambe lo stesso stemma e sono riportate nelle bibliografie anche come Collepietro-Pagliara, Collepietro-Palearia o Collepietro-Palladoro.